# Zandberg (waterschap)
Zandberg is een voormalig waterschap in de provincie Groningen.
Het schap is op initiatief van enkele eigenaren bij de plaats Zandberg opgericht om de afwatering te verbeteren. Het waterde af via het Drentse waterschap Valthe, waarvoor Zandberg ƒ 5,— per ha per jaar aan dit schap betaalde.
Waterstaatkundig gezien ligt het gebied sinds 2000 binnen dat van het waterschap Hunze en Aa's.